# Carnaval Festival
Carnaval Festival is een darkride in het Nederlandse attractiepark de Efteling. De attractie staat in het themagebied Reizenrijk aan het Carnaval Festivalplein en werd geopend in 1984.

## Opzet

### Wachtrij

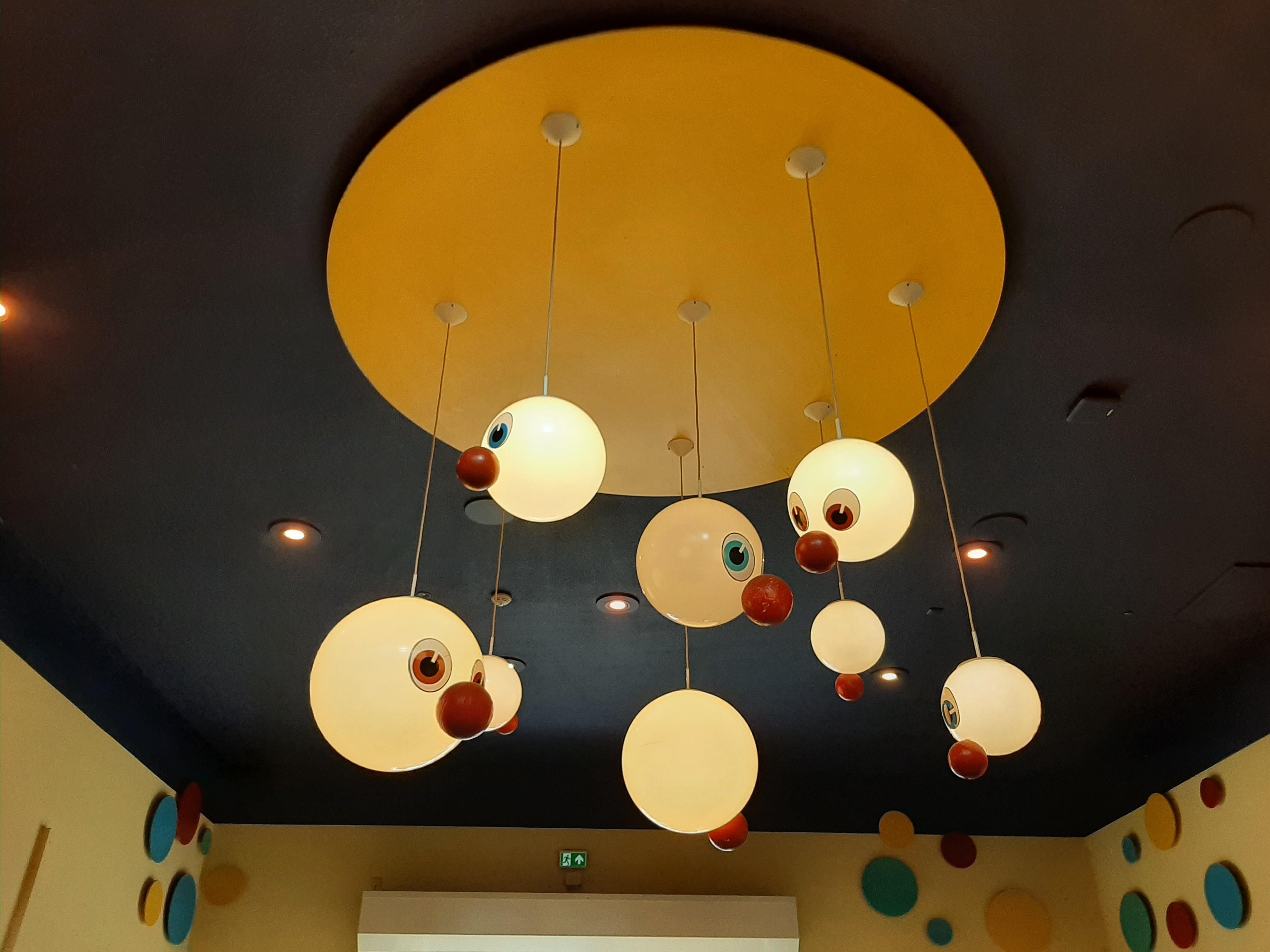
Interieur van de wachtruimte.

De attractie bevindt zich aan het Carnaval Festivalplein en kenmerkt zich door een kleurrijke voorgevel met twee poppen die een rood uithangbord vasthouden. Via een poort onder de voorgevel betreedt men de wachtruimte. De wachtruimte bestaat uit een grote ruimte met diverse ansichtkaarten aan de muur. Op de ansichtkaarten zijn diverse landen samen met de hoofdpersonages, Jokie en Jet, van de attractie afgebeeld. Verder is de ruimte gevuld met gekleurde stippen en hangen er witte lichtbollen met rode neuzen aan het plafond. In het midden van de wachtruimte staat een boom die via het dak boven de attractie uitsteekt. Het laatste deel van de wachtrij verloopt via een smalle gang waarbij bezoekers een trap oplopen. Het hoogteverschil is noodzakelijk om de draaischijf over te kunnen steken. Vlak voor de omhooggaande trap staat een televisie waarop de serie Jokie afgespeeld wordt. Via een kijkgat in de achterzijde van de televisie zijn ook diverse taferelen te zien. Voor kleinere bezoekers is er een opstapje achter de televisie gemaakt.

### Rit

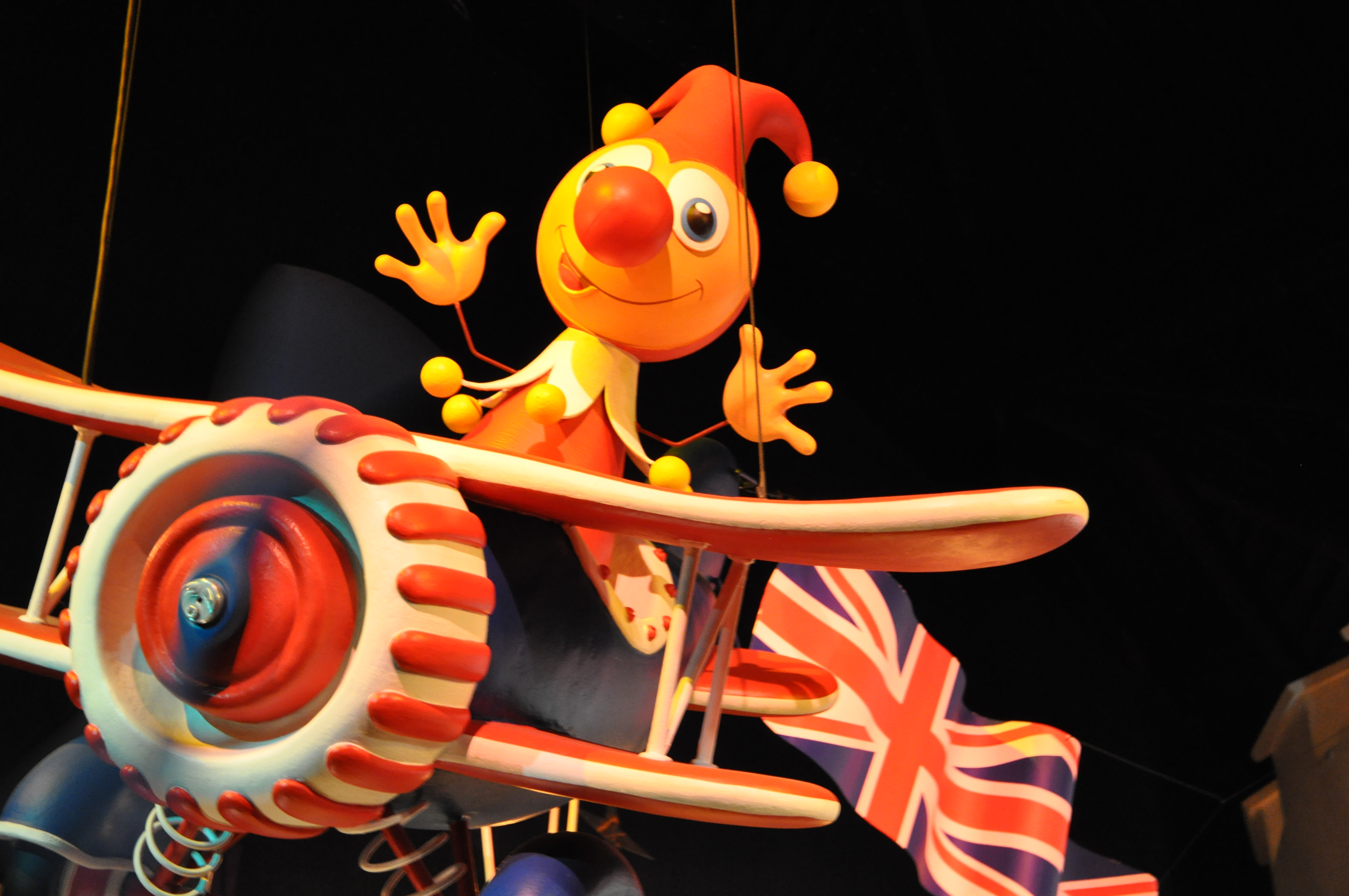
Vliegtuig in het Verenigd Koninkrijk.

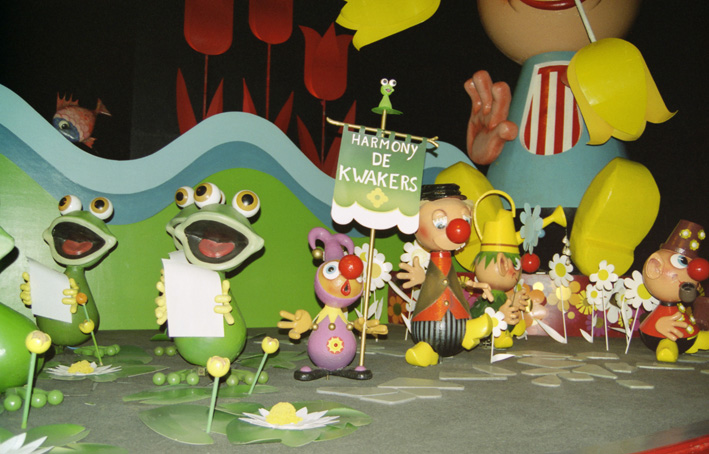
'Harmonie de Kwakers' in Nederland.

Het station is een ronde ruimte met in het midden een draaischijf. Via een trap komen bezoekers in het midden van de draaischijf uit. Qua decoratie kenmerkt het station zich door de vlaggen van diverse landen. Het transportsysteem van de attractie is het omnimoversysteem. De oneindige trein bestaat in totaal uit 188 voertuigen die alle om hun eigen as kunnen draaien. De voertuigen hebben een constante snelheid van 1,8 km/u. Tijdens de rit rijden de voertuigen langs diverse scènes waarin op feestelijke en kleurrijke wijze dertien landen of continenten uitgebeeld worden. Op volgorde van de rit zijn dit: Nederland, België, Frankrijk, Verenigd Koninkrijk, Duitsland, Zwitserland, Italië, Japan, China, Alaska, Afrika, Mexico en Hawaï. Hierbij wordt gebruikgemaakt van 281 poppen. In de laatste ruimte van de attractie is een carrousel te zien waarop diverse poppen de bezoekers uitzwaaien. Tevens wordt er een foto van de bezoekers in het voertuig genomen. Deze foto is vlak voor de uitgang van de attractie te koop. De gehele rit wordt ondersteund met muziek die inmiddels is uitgegroeid tot oorwurm. 
De gehele attractie is qua opzet geïnspireerd op de Disney-attractie It's a small world.

## Geschiedenis

### Bouw en ontwerp

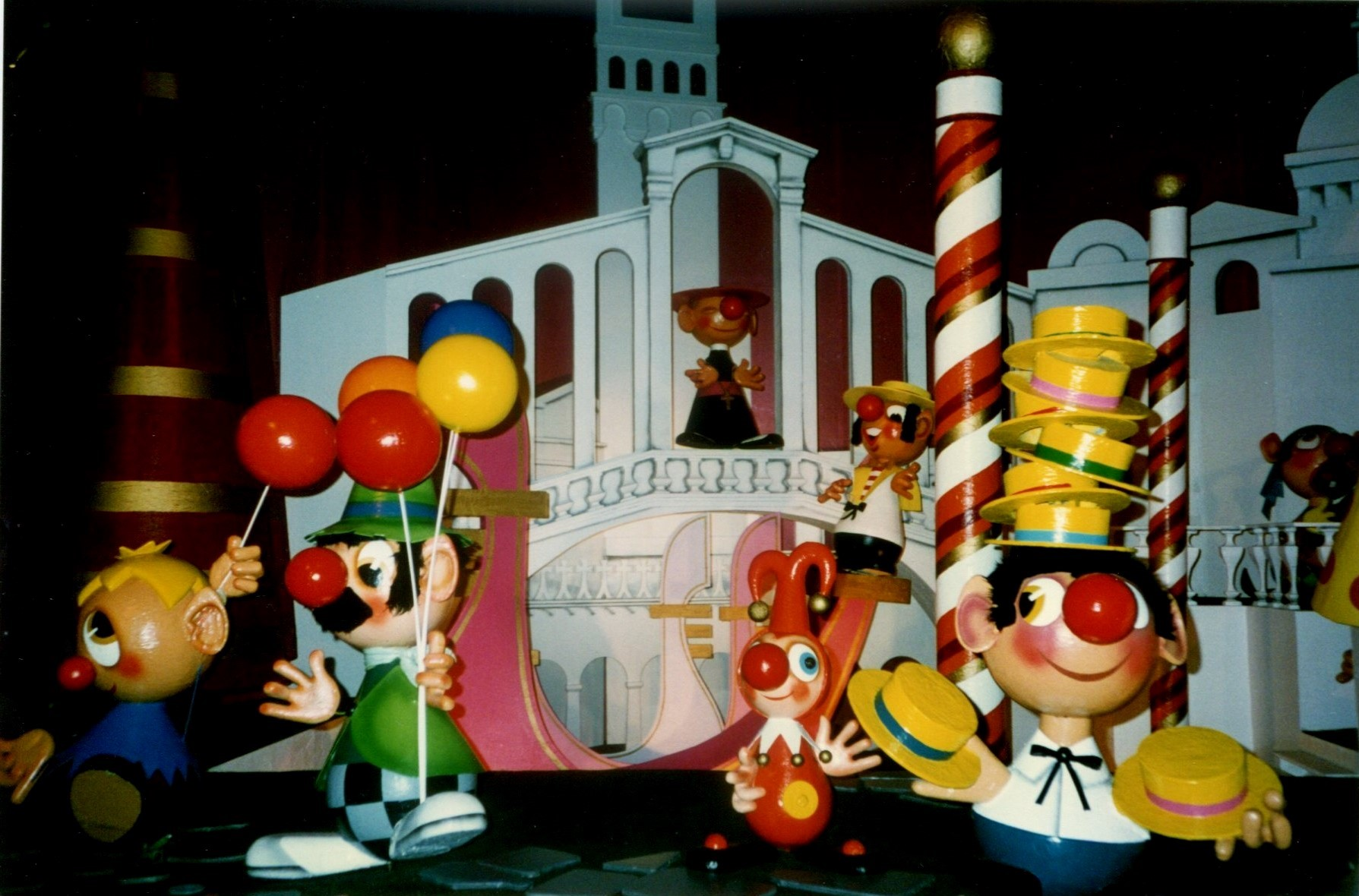
Italië in 1994.

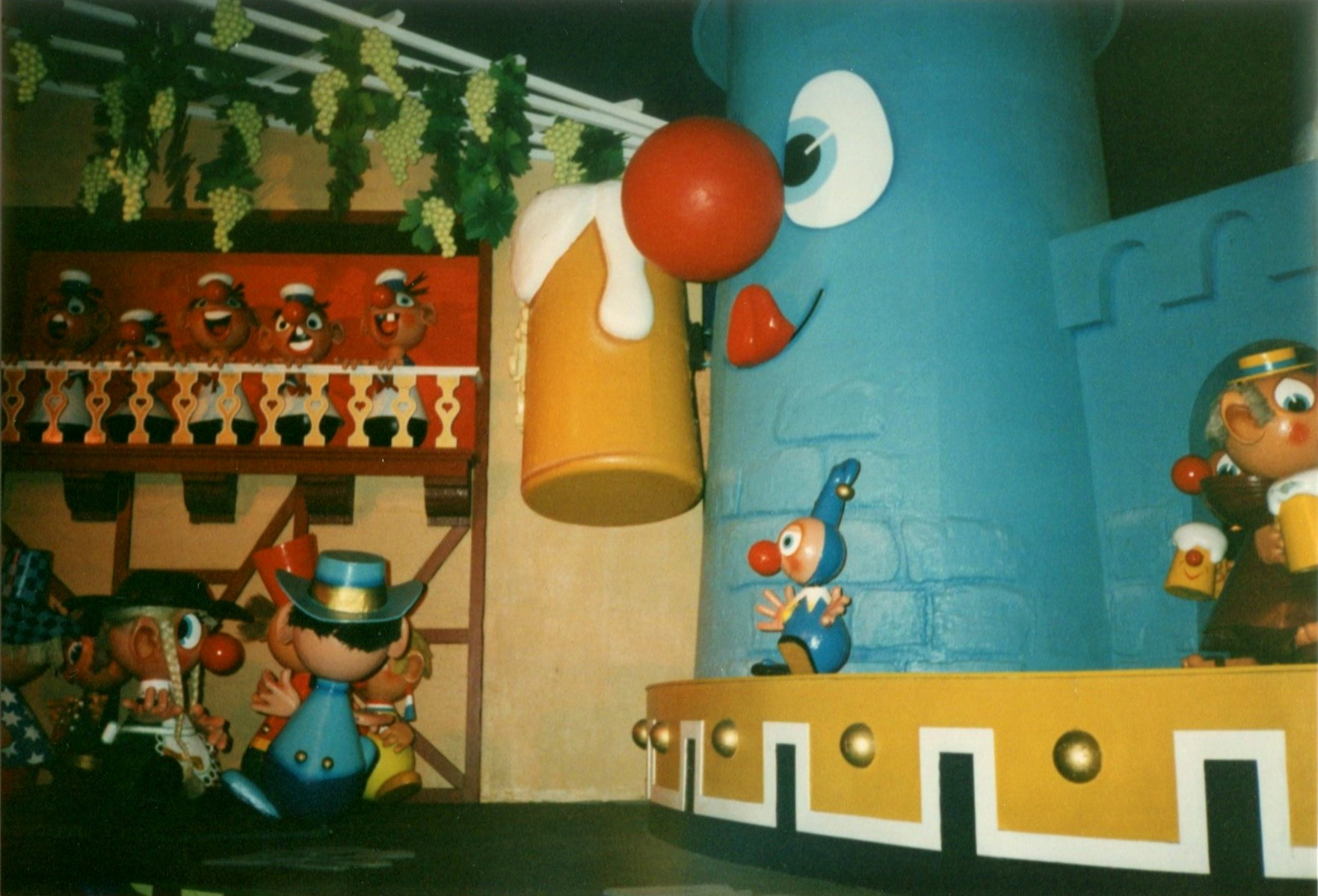
Duitsland in 1993.

Carnaval Festival is de eerste attractie in het park die is ontworpen zonder bemoeienis van het attractiepark zelf. De Efteling schakelde decorontwerper Joop Geesink in, de bedenker van Loeki de Leeuw. Aangezien Geesink werk gerelateerd met poppen werkte, werd door hem gekozen voor een poppenshow. Hij kreeg de volledige vrijheid om de attractie te ontwerpen. Vrijwel alle ontwerpschetsen voor het decor en de poppen zijn van zijn hand. In 1983 bleek dat het niet zou lukken om de attractie Fata Morgana in 1984, zoals gepland was, te openen. Er werd daarom voor gekozen om Carnaval Festival, in de plaats van Fata Morgana, te openen in 1984. Kort na deze beslissing startte de bouw van Carnaval Festival. Tijdens de bouw werd er een tijdelijke werkplaats op het bouwterrein voor Geesink gerealiseerd waar hij zijn poppen en decorstukken kan bouwen. De figuren van een draak en aap werden in het buitenland gefabriceerd. Tijdens de bouw bleek dat Geesink geen verstand had van pretparktechnieken zoals transportsystemen en muziekinstallaties. De Efteling nam de muziekinstallaties voor haar rekening en MACK Rides verzorgde het transportsysteem.
Op 1 februari gaf Joop Geesink een persconferentie voor de attractie in aanbouw. Geesink was inmiddels ongeneeslijk ziek en wist dat hij op korte termijn zou komen te overlijden. Hij overleed 13 mei 1984, 17 dagen voor de officiële opening. Geesink heeft nog wel diverse testritten kunnen maken en voor zijn overlijden werden er al proefritten met gasten gemaakt. Geesink heeft de reacties van bezoekers nog kunnen ervaren. Zijn vrouw heeft uiteindelijk de officiële opening verricht.
Aanvankelijk zou Carnaval Festival, Carnaval Festijn gaan heten. Dit is uiteindelijk niet doorgegaan. Ook is tijdens de bouw het budget van 10 miljoen gulden niet overschreden. De totale bouwkosten kwamen neer op 9 miljoen gulden.
Opvallend aan Carnaval Festival is dat vrijwel alle poppen in de attractie een grote, rode neus hebben. In het openingsjaar van de attractie werden aan de bezoekers rode feestneuzen uitgedeeld. In 2002 en 2012, toen de Efteling respectievelijk haar 50- en 60-jarig bestaan vierde, werd deze actie tijdelijk herhaald.

### Latere aanpassingen

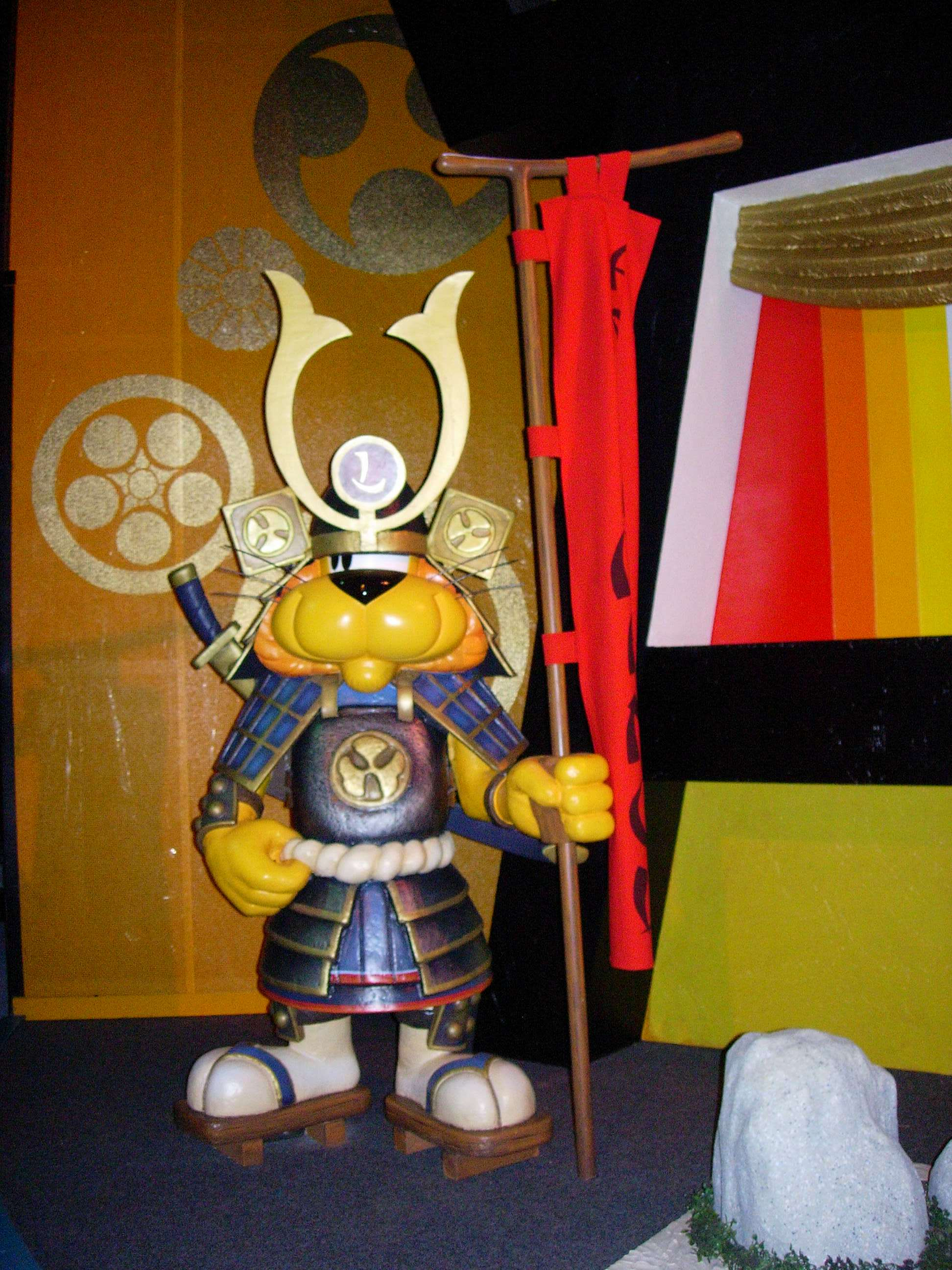
Loeki de Leeuw was, op diverse plekken in de attractie, enkele jaren te vinden.

Carnaval Festival was in 1984 de eerste attractie in de Efteling met een actiefoto die tijdens de rit gemaakt werd. Deze bevond zich toen nog aan het begin van de rit, maar werd in 1986 naar de huidige locatie, vlak voor de laatste scène, verplaatst. Nadat The Walt Disney Company een werkbezoek had gebracht aan de Efteling, raakt ze geïnspireerd door de actiefoto in Carnaval Festival. Ze introduceerde de actiefoto ook in diverse Disney-parken.
De kikkerfontein, een verwijzing naar Harmonie de Kwakers, werd in 1988 verwijderd op het Carnaval Festivalplein om plaats te maken voor de theekopjesattracties Monsieur Cannibale(werd in 2022 veranderd in Sirocco). Vanwege de komst van de achtbaan Vogel Rok in 1998 werd de entree van Carnaval Festival verplaatst. Ook een deel van de wachtruimte moest aangepast worden. In 1999 werden er diverse decoraties opgehangen zoals witte bollen met rode neuzen. In de winter van 2004 naar 2005 werd de attractie grondig gerenoveerd. Opvallendste verandering was de komst van Loeki de Leeuw. Op diverse plaatsen in de attractie verschenen poppen van Loeki. Deze werden een aantal jaar later weer verwijderd. In datzelfde jaar werden er op de muur afbeeldingen van ansichtkaarten getoond. In 2009 plaatste de Efteling in samenwerking met Omroep Brabant een televisietoestel in de wachtruimte. 

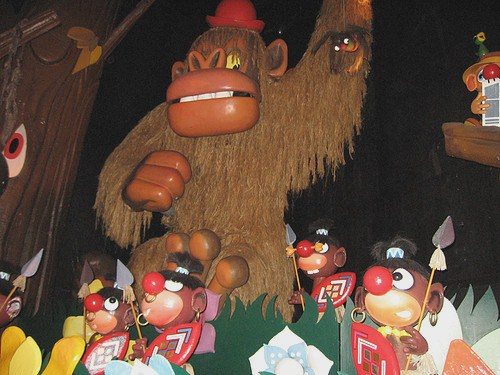
De Afrikascene in 2011

Sinds 2011 wordt tijdens iedere sinterklaasperiode een pop van Sinterklaas geplaatst in de Nederlandse scène. In 2021 kwam daar zijn paard Ozosnel bij. In 2023 was de attractie echter in de sinterklaasperiode gesloten vanwege regulier onderhoud. De Sinterklaaspop en het paard Ozosnel waren daarom dat jaar tijdens deze periode als alternatief te bewonderen in Jokies Wereld, de souvenirswinkel van de attractie. Op deze manier hoefde dat jaar niet overgeslagen te worden en kon deze traditie behouden blijven. Datzelfde jaar werd bekendgemaakt dat Loeki de Leeuw weer zou verdwijnen uit de darkride. Loeki moest plaats maken voor de voormalige mascottes Jokie en de paarse vogel Jet. Jokie is in vrijwel elke scène te vinden en draagt de vlag van het desbetreffende land bij zich. In het voorjaar van 2019 vond ter gelegenheid van het 35-jarig bestaan van de attractie een uitgebreide renovatie plaats. Hierbij werd onder andere de belichting volledig vervangen en kregen de Afrikaanse en Aziatische scènes van de attractie een vernieuwde thematische invulling. Met name deze delen waren eerder bekritiseerd omdat ze raciale stereotypen gebruikten. De renovatie was echter volgens het pretpark niet hierdoor ingegeven. Met de verbouwing was €3 miljoen gemoeid.

## Muziek
Tijdens de rit wordt het voor velen bekende aanstekelijke deuntje Taaa-ta-ta, Taaa-ta-ta, ta-tadaaah gespeeld, bedacht door Toon Hermans en uitgewerkt door Ruud Bos.
De attractie heeft een doorlopende attractiemuziek, waarbij voor de meeste landen of werelddelen een speciaal arrangement is gemaakt dat 'typerend' is voor dat gebied. Elk arrangement voor een land heeft ook dezelfde melodie als het Neutrale Thema.
Sinds 2019 is er nieuwe muziek te horen wanneer mindervaliden instappen(zij stappen in de wagentjes 1 t/m 5). Er wordt verteld dat de fanfare voorbijgaat en daarna start de muziek. Deze fanfaremuziek is in alle landen hetzelfde. Hierbij geven de poppen uit de verschillende landen een eigen voorstelling. Als alle mindervaliden zijn ingestapt wordt gezegd dat de fanfare is gedaan, waarna de rit weer verder gaat.